# Джон Диллерманд
«Джон Диллерманд» (John Dillermand) — датский анимационный детский телесериал о мужчине и его очень длинном пенисе. Выполнен в технике кукольной анимации. Премьера состоялась в 2021 году на телеканале DR Ramasjang.

## Фабула
Джон Диллерманд — усатый мужчина средних лет, одетый в купальный костюм в красно-белую полоску. Его пенис может достигать нескольких метров в длину. Джон использует свой цепкий пенис (который протягивается сквозь одежду) в качестве инструмента, например, чтобы приручить львов или летать, как вертолёт. Но пенис также часто действует независимо от Джона, доставляя ему неприятности.

## Разработка и трансляция
Сериал рассчитан на детей в возрасте от четырёх до восьми лет и был разработан датской общественной телекомпанией DR совместно с ассоциацией полового воспитания Sex & Samfund. Премьера состоялась в январе 2021 года на детском канале DR Ramasjang. Первый сезон, состоящий из 13 пятиминутных серий, был размещëн в интернете 2 января 2021 года.

## Отзывы
Создатели мультфильма говорят о том, что «Джон Дилерманд» вызвал интерес в Дании, первую серию посмотрели 90 000 человек. Его необычная фабула была раскритикована некоторыми зрителями как нормализация культуры изнасилования и пособничество педофилам, неуместного в то время, как в мире распространено движение #MeToo против сексуального насилия в отношении женщин. Представители телеканала DR пояснили, что сериал не сексуализирует пенис и что важно то, что детям это показалось смешным.
Мультфильм о Джоне Диллерманде с фамилией, образованной от датского сленгового слова (dillermand буквально означает «мужчина-пенис»), заказала общественная вещательная компания DR — старейшая и самая известная компания Дании, которая была одним из основателей Европейского вещательного союза. Предполагается создание 20 серий, 13 из которых уже доступны в Интернете. Спорный датский мультфильм, предназначенный для детей от 4 до 8 лет, вызвал как критику в Дании и во всем мире, так и положительные оценки. Родители обратились к детской сети DR на странице Facebook, призывая их удалить программу. Ида Руд, внештатный кинокритик и телекритик, назвала мультфильм «беззаботным подходом к анатомии человека».
Споры о том, что именно должно или не должно содержать хорошее детское телевидение, а также неоднозначные отзывы прозвучали от специалистов в разных областях детского воспитания: датский писатель Анн Лизе Марстранд-Йоргенсен задала вопрос: «Неужели это сообщение, которое мы хотим отправить детям, пока мы находимся в центре огромной волны #MeToo?». Доцент и исследователь гендерных вопросов Кристиан Гроуз (англ. Christian Groes) из Датского университета Роскилле сказал, что «датское детское телевидение мало чем отличается от ЛСД-трипа: «В этой вселенной возможно всё, и люди не будут жаловаться на это». Он полагает, что «это кажется смешным — поэтому считается безобидным. Но это не так. И мы учим этому наших детей».
Американский профессор литературы Джудит Батлер утверждает, что мультфильм «увековечивает стандартную идею патриархального общества и нормализует «культуру раздевалок», поощряет фаллоцентризм, агрессивное сексуальное поведение некоторых мужчин, и это делает подвиги Джона Диллерманда нежелательными. Рэйчел Хардеман, исследователь справедливости в области репродуктивного здоровья из Университета Миннесоты, полагает, что мультфильм подчёркивает дисбаланс мужского и женского начала в обществе и является напоминанием о преобладании мужественности, так как «тонкие знания о пенисе процветают, в то время как женские гениталии изо всех сил пытаются избавиться от своей „гиперсексуализированной“ идентичности».
Депутат датского парламента Мортен Мессершмидт написал в Facebook: «Я не думаю, что наблюдение за гениталиями взрослых мужчин должно превращаться в что-то нормальное для детей. Это то, что вы называете общественной службой?». Детский психолог Магрета Бруун Хансен полагает, что маленькие дети «исследуют друг друга и любят непристойные слова», поэтому мультфильм может быть «комедийным опытом», и обращает внимание на слова одного из персонажей: «Женщина в мультфильме говорит ему, что он должен держать [это] в штанах». Канал DR отреагировал на критику, заявив, что самым важным при создании сериала было то, чтобы детям понравился персонаж, популярность мультфильма говорит о его востребованности, и высказывает предположение, что следующая серия мультфильмов может быть посвящена «женщине с неуправляемым влагалищем».